# Quercus ilicifolia
Quercus ilicifolia là một loài thực vật có hoa trong họ Cử. Loài này được Wangenh. miêu tả khoa học đầu tiên năm 1787.

## Hình ảnh

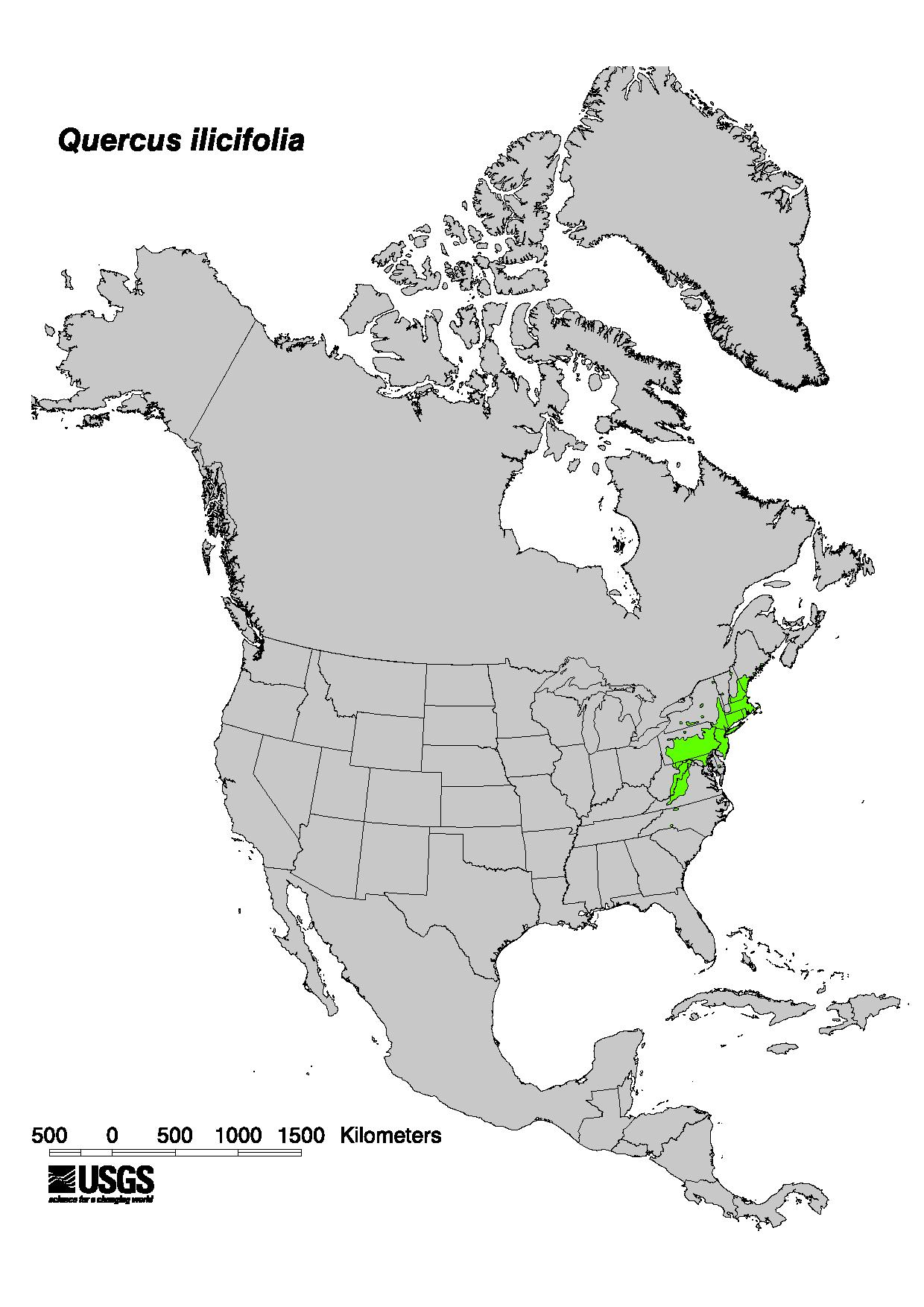
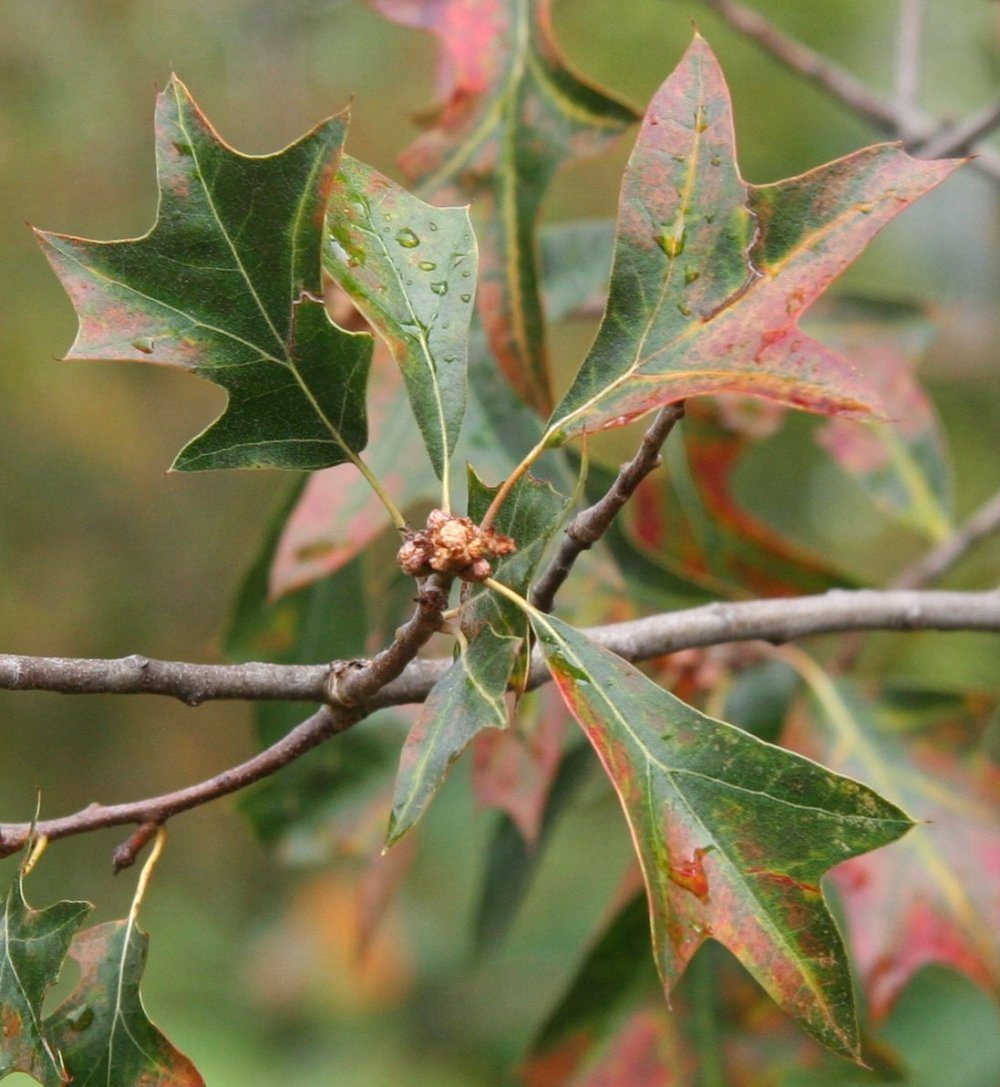
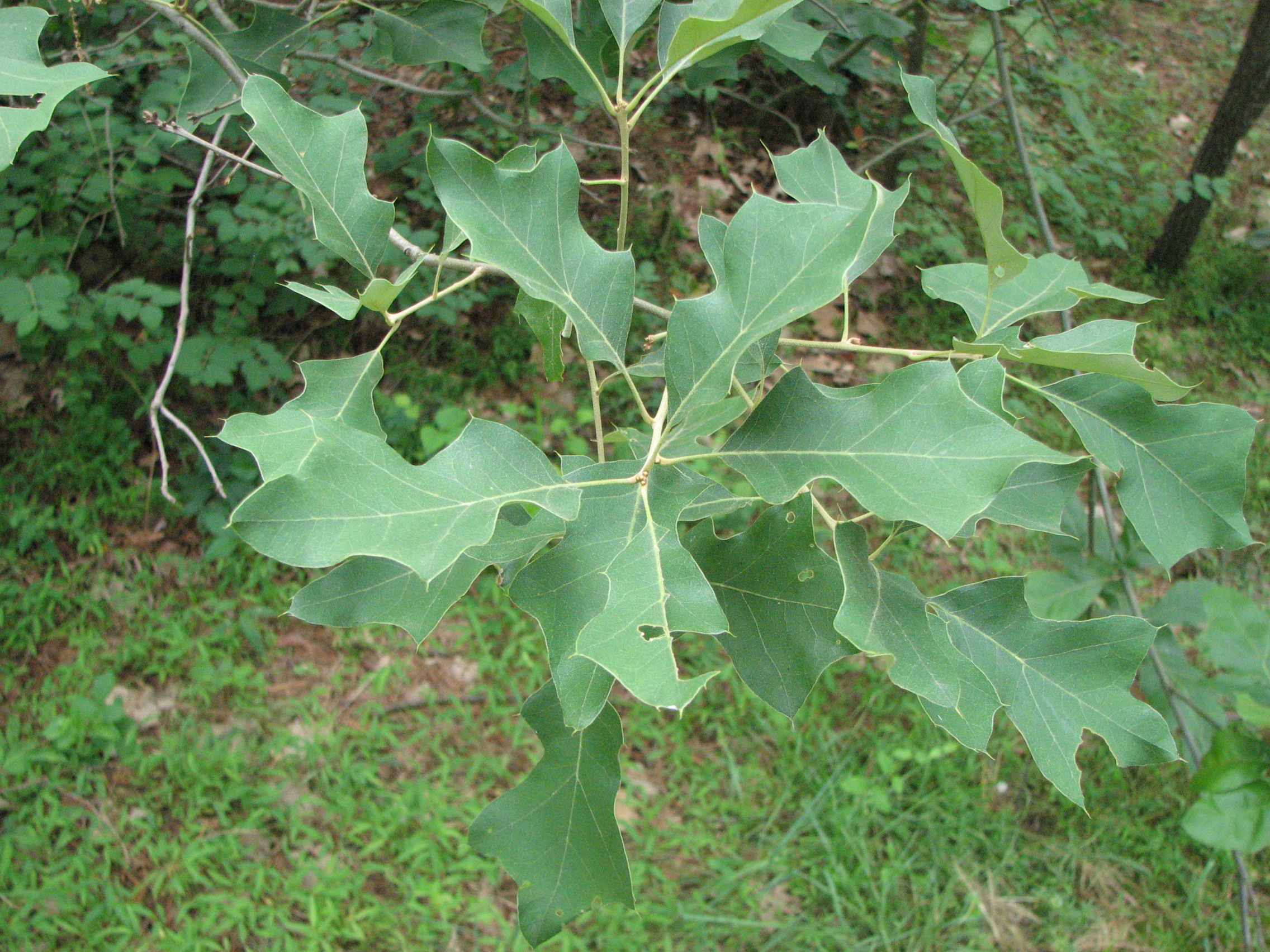
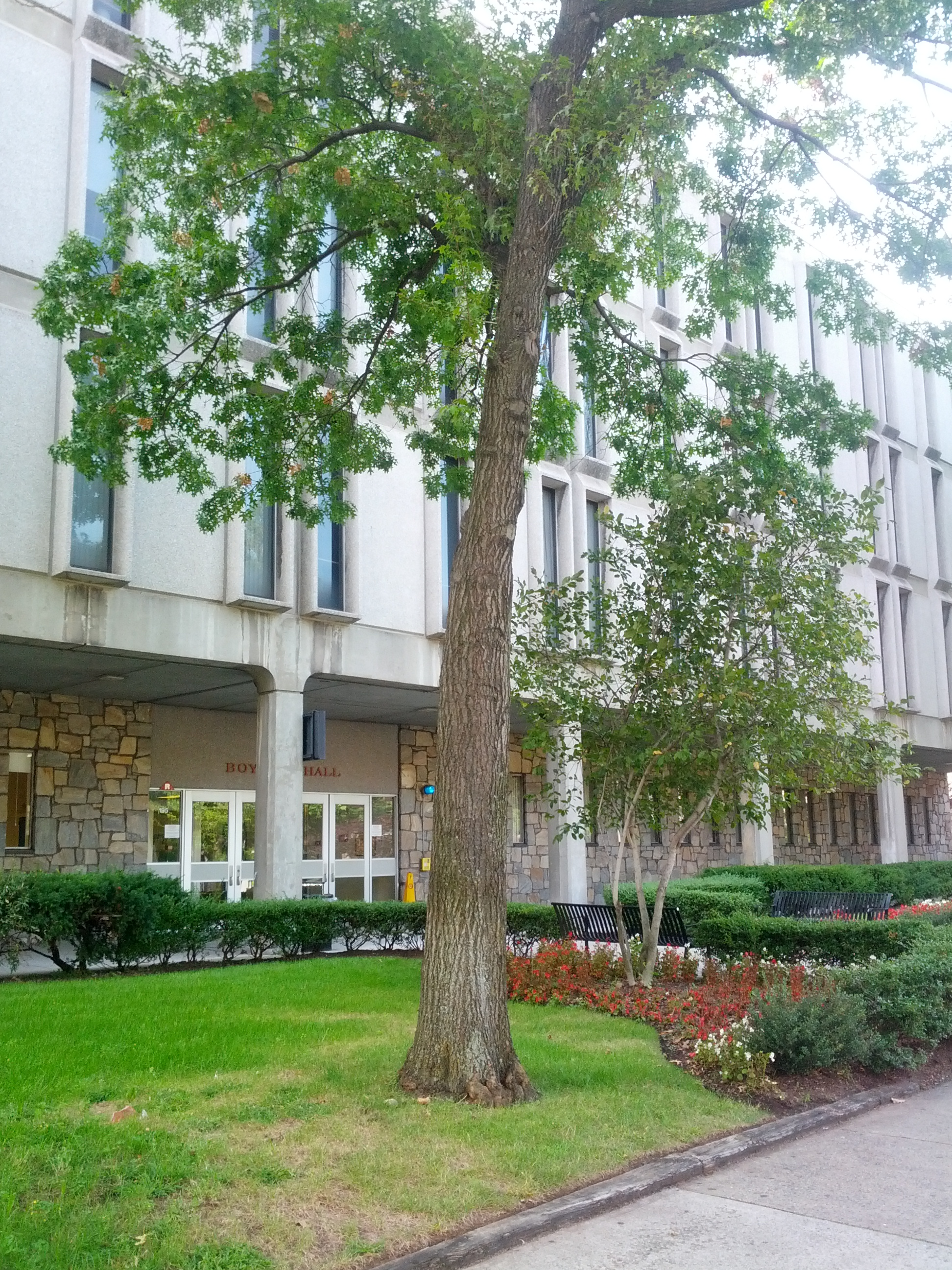